# Гудовка (Задонский район)
Гудовка — деревня в Задонском районе Липецкой области России. Входит в состав Ольшанского сельсовета.

## Географическое положение
Деревня расположена на Среднерусской возвышенности, в южной части Липецкой области, в южной части Задонского района, западнее реки Дон. Расстояние до районного центра (города Задонска) — 15 км. Абсолютная высота — 146 метров над уровнем моря. Ближайшие населённые пункты — село Сцепное, село Дегтевое, деревня Мухино, село Ксизово, деревня Засновка, деревня Соловьевка, село Верхняя Колыбелька, село Старое Дубовое.

## Население
| 2010 |
| ---- |
| 4    |

По данным Всероссийской переписи, в 2010 году численность населения деревни составляла 4 человека (2 мужчины и 2 женщины).